# Musidisc
Musidisc est une société de distribution française qui distribue entre autres la musique et les vidéocassettes. Fondée en 1927, elle fait aujourd'hui partie de Universal Music. Ce rachat a eu lieu en 2004.